# Samo Chalupka
Samo Chalupka (Horná Lehota, 27 de febrer de 1812 - Horná Lehota, 19 de maig de 1883) fou un sacerdot luterà i poeta romàntic eslovac, germà del també escriptor Ján Chalupka.

## Biografia
Samo Chalupka era un germà petit de Ján Chalupka, un altre escriptor eslovac. Samo va estudiar al Liceu Evangèlic Luterà de Bratislava i també a Viena. Va estudiar teologia i filosofia. Quan va esclatar un aixecament contra Rússia a Polònia el 1830, Samo Chalupka va interrompre els seus llargs estudis i va lluitar al bàndol polonès. Va ser ferit el 1831 i va tornar a Bratislava. Va ser el membre més antic de la generació Ľudovít Štúr del renaixement nacional eslovac. Va ser un dels fundadors i membres actius de la Societat Txeco-Eslovaca.

## Poesia
- 1829 - Repertorium dispositionum
- 1834 - Koníku moj vraný
- 1834 - Nářek slovenský
- 1834 - Píseň vojenská
- 1864 - Mor ho!
- 1868 - Spevy:
  - Likavský väzeň (original Jánošíkova náumka)
  - Kráľoholská
  - Branko
  - Kozák (original Syn vojny)
  - Turčín Poničan
  - Boj pri Jelšave
  - Odboj Kupov
- Vojenská
- Juhoslovanom
- Bolo i bude
- Večer pod Tatrou
- Při návratu do vlasti
- Smutek
- Toužba po vlasti
- Má vlast